# Farce des deux savetiers

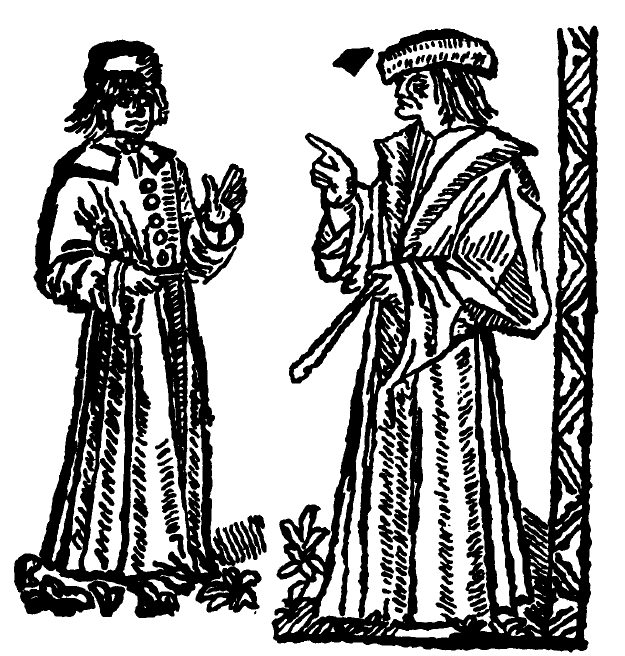
Illustration de l'édition d'origine (source : Gallica)

La farce des deux savetiers (titre original : Farce nouvelle très-bonne et fort joyeuse des deux savetiers à troys personnages, c'est assavoir, le riche, le pauvre, le juge) est une pièce de théâtre (du type farce), en vers octosyllabes, composée vers la fin du Moyen Âge et le début de la Renaissance (fin du XVe ou début du XVIe siècle). L'auteur est inconnu.

## Personnages

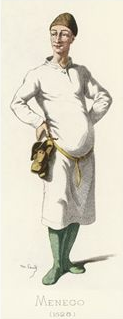
Le pauvre de Maurice Sand pour la farce des deux savetiers

La farce met en scène trois personnages :
- le riche, du fait du titre de la farce on peut supposer qu'il est savetier,
- le pauvre, c'est un savetier, nommé Drouet, il est d'humeur joyeuse,
- le juge, c'est le prévôt de la ville qui va faire office de juge.

À noter, qu'à part le titre, rien n'indique dans la pièce que le riche soit aussi un savetier.

## La scène
La farce était jouée sur une scène représentant la place d'un village avec une chapelle dans un enfoncement et la maison du juge sur un des côtés.

## Argument
Le savetier pauvre est en train de chanter joyeusement la chanson de Jean de Nivelle, et son voisin, le savetier riche, est étonné de le voir chanter alors qu'il est si pauvre. Il s'ensuit une discussion où le riche essaye de convaincre le pauvre de l'avantage d'avoir de l'argent. Finalement, le pauvre devient intéressé et demande comment l'on fait pour avoir de l'argent. Il voudrait avoir cent écus, ni plus ni moins.
Voulant se moquer, le riche lui dit qu'il suffit de prier le bon Dieu pour obtenir de l'argent. Le pauvre va alors prier devant un autel, derrière lequel est caché le riche qui, par plaisanterie, lui envoie l'argent demandé. Le pauvre attrape l'argent mais lorsque le riche veut le récupérer, le pauvre refuse, déclarant que c'est le bon Dieu qui lui a donné cet argent. Le riche veut alors qu'un jugement lui rende son argent. Le pauvre estime qu'il n'est pas assez bien habillé pour passer devant un juge et le riche lui prête une robe.
Le juge arrive et finalement donne raison au pauvre qui peut garder l'argent, en effet puisque le riche a donné l'argent au nom du bon Dieu, il doit demander au bon Dieu de le rendre :
Va dire à Dieu qu'il te les rende
Puisque les a donnez pour luy
Et le pauvre pourra même conserver la robe du riche.
La farce se termine sur cette sentence du pauvre (les comédiens des farces demandaient souvent aux spectateurs de pardonner leur jeu) :
Pardonnez-nous jeunes et vieux,
Une autre foys nous ferons mieux.

## Le personnage du savetier dans les farces
Le savetier est un personnage que l'on retrouve dans plusieurs farces, par exemple :
- Farce nouvelle, très bonne et fort joyeuse, à trois personnaiges, c'est assavoir : le Chaulderonnier, le Savetier et le Tavernier
- Farce joyeuse, très bonne et recreative pour rire, du Savetier, à troys personnaiges, c'est assavoir : Audin, savetier ; Audette, sa Femme, et le Curé
- Farce nouvelle d'ung Savetier nommé Calbain, fort joyeuse, lequel se maria à une savetière à troys personnaiges, c'est assavoir Calbain, la Femme et le Galland

Jean de la Fontaine, utilisera aussi le personnage dans sa célèbre fable : Le Savetier et le Financier, qui présente d'ailleurs certains traits communs avec la farce des deux savetiers.

## Texte complet
Le texte complet de la pièce est imprimé dans l'ouvrage de François et Claude Parfaict : Histoire du théâtre françois depuis son origine jusqu'à présent (1749) Tome second, page 145, texte disponible en ligne sur le site web Google Books.
L'original a été numérisé par la bibliothèque de Dresde : texte disponible en ligne

## Éditions
- Date inconnue (vers 1535 ?) : édition originale imprimée par Pierre Sergent en caractères gothiques, il en existe un exemplaire à la bibliothèque de Dresde en Allemagne qui l'avait acheté en 1743 ou 1744 lors de la vente des livres de l'auditeur des comptes Jean-Louis Barré ; la farce des deux savetiers y est relié à la farce de Mundus, Caro, Demonia.
- 1612 : réimpression mise en meilleur langage de Nicolas Roussel
- 1735 : les frères Parfaict rédigent une version manuscrite en caractères romains
- 1827 : réimpression en fac-simile de l'édition originale, édité par Firmin Didot à Paris
- 1838 : réimpression en fac-simile de l'édition originale, édité par Silvestre à Paris, imprimerie Crapelet

### À lire
- André Tissier, Recueil de farces (1450-1550), Volume 12, Droz, 1998, extraits consultables en ligne sur Google Books
- Le Pauvre et le Riche. Première édition critique de la version Rousset.